# I’m Sick of You!
I’m Sick of You! — мини-альбом прото-панковой группы The Stooges, вышедший в 1977 году, в диск вошёл материал, записанный для альбома «Raw Power», но не включённый в него. EP был переиздан в 1981 году.

## Об альбоме
Хотя песни, включённые в «I’m Sick of You!», были записаны в 1972 году, их издание началось только в 1977. Помимо EP «I’m Sick of You» в том же году вышел сингл «I Got a Right!» / «Gimme Some Skin» из материала не включенного в «Raw Power»(позже эти три песни стали единственными из неальбомного материала The Stooges, вошедшими на сборник лучших вещей Игги Попа «A Million In Prizes»). В целом песни, вошедшие на «I’m Sick of You!», стали одними из наиболее тяжёлых и панковых композиций, когда-либо записанных Stooges.

## Список композиций

### Сторона А
1. I’m Sick of You — 6:50
2. Tight Pants — 2:05
3. I Got a Right — 3:20
4. Johanna — 3:05

### Сторона B
1. Consolation Prizes — 3:16
2. The Scene of the Crime — 2:50
3. Gimme Some Skin — 2:40
4. Jesus Loves the Stooges — 7:13